# Пожега, борци пали у ратовима од 1912. до 1918. године
Списак бораца из Пожеге, Општина Пожега, погинулих и умрлих у Балканским и Првом светском рату преузет је из књиге „Пожега и околина”, објављене 1978. године.
Подаци за подручје Пожеге прикупљани су у периоду 1976–1977. године преко матичних књига умрлих, спомен-плоча, крајпуташа, као и разговора са преживелим борцима и појединим грађанима који су по сећању могли да дају податке, уз напомену да спискови могуће да нису потпуни, због временске дистанце и недостатка поузданих извора.

## Списак
1. Алексић Крста
2. Анђелић Миленко
3. Антонијевић Милојко
4. Антонијевић Боривоје
5. Божанић Драгослав
6. Васић Момчило
7. Власоњић Симеун
8. Вукановић Јован
9. Вукановић Милан
10. Вранешевић Митар
11. Глишић Видосав
12. Глишић Стојадин
13. Гојгић Милун
14. Гудурић Мијо
15. Давидовић Радоје
16. Дакић Страхиња, мајор
17. Дрндаревић Јеврем
18. Дуковић Рајко
19. Дуковић Јеврем
20. Ђајић Настас
21. Ђокић Велимир
22. Ђокић Паун
23. Зечевић Манојле
24. Зечевић Миленко
25. Игњатовић Владимир
26. Јевтић Сретен
27. Јовановић Благоје
28. Јовановић Чедомир
29. Јовановић Јован
30. Јордовић Драгољуб
31. Каргановић Михаило
32. Ковачевић Васо
33. Ковачевић Радиша
34. Ковачевић Будимир
35. Костић Драгомир, капетан I класе
36. Костић Младен
37. Лазаревић Тома
38. Лукић Радомир
39. Максић Љубомир
40. Малопарац Добривоје
41. Мандић Милисав
42. Мандић Андрија
43. Маслаћ Љубо
44. Матијевић Милан
45. Матијевић Михаило
46. Мијатовић Стеван
47. Милијановић Милан
48. Митровић Миленко
49. Митровић Рајо
50. Митровић Војо
51. Милосављевић Владимир
52. Миловановић Симо
53. Милићевић Велимир
54. Милићевић Ђорђе
55. Милосављевић Чедомир
56. Миловановић Славко
57. Недић Танасије
58. Нешић Василије
59. Нешковић Владимир
60. Обреновић Милован
61. Павловић Александар
62. Пајић Милосав
63. Перишић Гојко
64. Перишић Владимир
65. Петровић Веселин
66. Поп-Драгић Алекса
67. Поповић Чедомир
68. Поповић Ђорђе
69. Радмиловић Богољуб
70. Радмиловић Боривоје
71. Радовановић Сретен
72. Радовић Прокопије
73. Радовић Видак
74. Рисимовић Јанићије
75. Ристивојевић Драгомир
76. Ршумовић Милун
77. Савовић Остоја
78. Савовић Василије
79. Симеуновић Миљко
80. Симић Градимир
81. Симић Михаило
82. Симовић Димитрије
83. Симовић Теофило
84. Симовић Светозар
85. Симовић Никола
86. Симовић Лазар, капетан
87. Смиљанић Стојан
88. Смиљанић Драгомир
89. Смиљанић Ристо
90. Смиљанић Милан
91. Спасић Сотир
92. Спасојевић Драгомир
93. Сретеновић Ђорђе
94. Стевановић Синиша
95. Стевановић Драгомир
96. Стефановић Миле
97. Томашевић Тимотије
98. Томић Страјин
99. Тошић Драгомир
100. Трипковић Лазар, капетан
101. Туцовић Алекса
102. Урошевић Милосав
103. Чолић Михаило, капетан I класе
104. Чоловић Рашо[1][1]